# Comuna Romașkî, Rokîtne
Romașkî (în ucraineană Ромашки) este o comună în raionul Rokîtne, regiunea Kiev, Ucraina, formată din satele Bakumivka și Romașkî (reședința).

## Demografie
Componența lingvistică a comunei Romașkî
     Ucraineană (97,27%)
     Rusă (2,65%)
     Alte limbi (0,08%)
Conform recensământului din 2001, majoritatea populației comunei Romașkî era vorbitoare de ucraineană (97,27%), existând în minoritate și vorbitori de rusă (2,65%).